# La Trinitat de Batet
La Trinitat de Batet és una obra de Batet de la Serra, municipi d'Olot, protegida com a bé cultural d'interès local.

## Descripció
Es tracta d'una església de tres naus i planta de creu llatina. Les voltes són de creueria amb mènsules representant testes infantils que cal considerar posteriors.
L'absis, a llevant, és rodó i per la banda de migdia hi té adossada la sagristia (obra d'ampliació posterior). La part primitiva de l'església és la de l'oest, on hi ha una porta d'arc de mig punt format per dovelles de ferradura. El campanar és de torre, bastit sobre la primitiva espadanya. S'assenta sobre el mur de ponent, al centre del qual, sobre la porta, hi ha un ull de bou.

## Història
La citació més antiga documental correspon a l'any 1263. En data antiga, inconeguda, va aixecar-se una petita capella dedicada a la Trinitat, única entre les esglésies de la diòcesi gironina dedicada a aquest misteri. La seva estructura pertany al romànic tardà, fou ampliat en dos ocasions per la banda de llevant. La darrera reforma s'efectuà a principis del segle xviii. Després de les obres de restauració portades a terme pocs anys enrere a l'interior, se suprimí el cor i l'escala d'accés al campanar, al qual avui es puja des de l'exterior. Es pot veure, a les parets de la nau central, els carreus de la capella existent en els pretèrits més reculats.